# Йосімото Реміна
Реміна Йосімото (яп. 吉元玲美那; нар. 1 серпня 2000, префектура Тотіґі) — японська борчиня вільного стилю, чемпіонка світу, дворазова чемпіонка Азії, чемпіонка Азійських ігор.

## Життєпис
Боротьбою почала займатися у віці 3-х років. Тренери: Хіроюкі Абе, Ацусі Ногуті, Казуто Сакає.
Реміна Йосімото двічі вигравала національний чемпіонат серед юніорів. Під час навчання в Сайтамі та середній школі Сайтама Ейко вона продовжувала вдосконалювати свої навички, вигравши Чемпіонат Азії серед кадетів у 2016 році та Чемпіонат світу серед кадетів у 2017 році.
Навчалася в Університеті Шигакукан і після перемоги на Чемпіонаті Азії серед юніорів у 2019 році виграла Всеяпонський студентський чемпіонат на першому курсі. Після цього вона продовжувала добре виступати на дорослому рівні, посівши третє місце в національних змаганнях (категорія 53 кг) і вигравши Всеяпонський відкритий чемпіонат серед жінок.
Йосімото виграла Всеяпонський чемпіонат 2020 року та Відкритий всеяпонський чемпіонат 2021 року, отримавши право виступу на своєму першому чемпіонаті світу, де вона відразу здобула чемпіонський титул. У тому ж році Реміна другий рік поспіль виграла Всеяпонський чемпіонат. У 2022 році вона програла олімпійській чемпіонці Токіо Юї Сусакі у Всеяпонському чемпіонаті та плей-офф Кубка Мейдзі і програла Сусакі на Всеяпонському чемпіонаті наприкінці року. Через ці поразки вона змушена була уступити місце своїй суперниці у збірній на чеммпіонатах світу 2022 та 2023 років, але змогла виступити у цей період на чемпіонатах Азії, здобувши там дві поспіль перемоги та додавши до них золото Азійських ігор 2023 року.

## Спортивні результати на міжнародних змаганнях

### Виступи на Чемпіонатах світу
| Змагання                        | Збірна | Вагова категорія          | Місце  |
| ------------------------------- | ------ | ------------------------- | ------ |
| Чемпіонат світу з боротьби 2021 | Японія | жіноча боротьба, до 50 кг | Золото |

### Виступи на Чемпіонатах Азії
| Змагання                       | Збірна | Вагова категорія          | Місце  |
| ------------------------------ | ------ | ------------------------- | ------ |
| Чемпіонат Азії з боротьби 2022 | Японія | жіноча боротьба, до 50 кг | Золото |
| Чемпіонат Азії з боротьби 2023 | Японія | жіноча боротьба, до 50 кг | Золото |

### Виступи на Азійських іграх
| Змагання           | Збірна | Вагова категорія          | Місце  |
| ------------------ | ------ | ------------------------- | ------ |
| Азійські ігри 2022 | Японія | жіноча боротьба, до 50 кг | Золото |

### Виступи на інших змаганнях
| Змагання                                         | Збірна | Вагова категорія          | Місце  |
| ------------------------------------------------ | ------ | ------------------------- | ------ |
| Чемпіонат Японії з боротьби 2018                 | Японія | жіноча боротьба, до 50 кг | 5      |
| Klippan Lady Open 2019                           | Японія | жіноча боротьба, до 50 кг | Срібло |
| Тестовий турнір UWW 2019                         | Японія | жіноча боротьба, до 50 кг | Бронза |
| Чемпіонат Японії з боротьби 2019                 | Японія | жіноча боротьба, до 50 кг | 5      |
| Чемпіонат Японії з боротьби 2020                 | Японія | жіноча боротьба, до 50 кг | Золото |
| Всеяпонський відкритий чемпіонат з боротьби 2021 | Японія | жіноча боротьба, до 50 кг | Золото |

### Виступи на змаганнях молодших вікових груп
| Змагання                                      | Збірна | Вагова категорія          | Місце  |
| --------------------------------------------- | ------ | ------------------------- | ------ |
| Чемпіонат Азії з боротьби серед кадетів 2016  | Японія | жіноча боротьба, до 46 кг | Золото |
| Чемпіонат світу з боротьби серед кадетів 2017 | Японія | жіноча боротьба, до 46 кг | Золото |
| Чемпіонат Азії з боротьби серед юніорів 2019  | Японія | жіноча боротьба, до 50 кг | Золото |